# Leptotrema lepadodes
Leptotrema lepadodes är en lavart som först beskrevs av Edward Tuckerman, och fick sitt nu gällande namn av Alexander Zahlbruckner 1912. Leptotrema lepadodes ingår i släktet Leptotrema och familjen Thelotremataceae.   Inga underarter finns listade i Catalogue of Life.